# Султанија Хандан
Султанија Хандан (тур. Handan Sultan) је била султанија Османског царства и жена султана Мехмеда III. Хандан је рођена у Босни,као православка.Била је супруга султана Мехмеда III, а заједно су имали сина, Мехмедовог наследника Ахмеда. За време Ахмедове владавине, 1603, постала је валиде султанија.

## Живот у Маниси
Хандан је била пореклом Српкиња из Босне, где је отета и продата у Османском царству.
Хандан је након доласка у Османско царство служила у домаћинству Гевхерхан-султаније, ћерке Султана Селима и султаније Нурбану. Током церемоније Мехмедовог сунећења, у јуну 1582. године, Хандан је дарована принцу Мехмету, која је отишла са њим у Манису. Најпре му је родила ћерку 1583. године, а затим и сина 1585. године. Познато је да је за време боравка у Маниси од дванаест година, Хандан била миљеница принца Мехмета, која му је до 1595. године родила три сина и две кћери. Поред ње, Мехмед је имао и миљеницу Халиме, која је за време боравка у Маниси родила сина и две кћери.

## Хасеки султанија
Када је Мехмед устоличен као нови султан 1595. године, његов харем је прешао у Топкапи-палату, где је Хандан добила титулу Хасеки-султаније, јер је имала три сина, док је Халиме имала само једног. 
У априлу 1597. године, Ханданин нaјстарији син Селим (1585—1597) умире од шарлаха. Након годину дана, Ханданин син Сулејман (1592—1598) умире од куге. Султанија Хандан губи титулу Хасеки-султаније, која прелази султанији Халиме. 
Хандан након 1590. године више није родила ниједно дете. Како је Халиме-султанија постала Хасеки-султанија 1597. године, и притом родила још једног сина Мустафу 1600,и још једну ћерку,1598 године, Хандан се осећала угрожено, до 1597. Хандан је имала само једног сина, Ахмета, док је Халиме имала најстаријег сина, престолонаследника, Махмута и сина Мустафу од две године.
Хандан је схватила да ће, чим Махмуд постане султан, њен син бити погубљен по тзв. Фатиховом закону, и стога је Хандан ушла у савез са Сафије-султанијом, која није волела Халиме. Историчар Гунхан Борекчи сугерише да је Хандан била умешана у смрт наследника: средином 1603. шпијун Сафије-султаније, Абдулрезак-ага, пресрео је у мају 1603. године писмо које је Халими послала пророчица која је предвидела да ће Мехмед умрети у року од шест месеци и да ће га наследити његов најстарији син; поред тога, према белешкама енглеског амбасадора, Махмуд је отворено није одобравао утицај своје баке Сафије на његовог оца и причао против ње због њене несклоности његовој мајци. 
Како Борекчи истиче, писмо које је изазвало Махмутово погубљење могло би да буде фалсификат од стране Сафије и/или Хандана. Од 8. јуна 1603. године, Халиме је протерана у Стари двор, а Ханданин син Ахмет је проглашен престолонаследником, где Хандан опет добија титулу Хасеки-султаније.

## Валиде султанија
Султан Мехмед III је умро 21. децембра 1603. године, шест месеци након погубљења свог најстаријег сина; Ханданин тринаестогодишњи син Ахмед ступио је на отомански престо, а она је сама добила титулу Валиде-султаније. Од тог тренутка до њене смрти, Хандан је била друго лице царства после султана. Како примећује Лесли Пирс, Ахмед упркос младости није много слушао своју мајку, често је занемаривао њене савете и желео да ограничи њену моћ, пошто је имао пример погубног утицаја султаније Сафије, која је непуне три недеље након Ахмедовог ступања на престо по његовом наређењу послата у Стари двор; заједно са Сафије, по наређењу Хандан-султаније, у Стари двор су послате многе слуге и конкубине, за које је Хандан сумњала да имају везе са њеном свекрвом. По налогу свог сина, Хандан је примала плату од 1000 акчи дневно, док је Сафије султанија добијала три пута више. Ипак, како примећује Гунхан Борекцхи, Хандан није волела да буде по страни: заједно са шеиком-ул-исламом Мустафа-ефендијом постала је главни ментор, старатељ и саветник свом сину; Хандан и Мустафа-ефендија су постављали, контролисали и смењивали везире са њихових места; везири који су били присталице важећег  шеик-ул-ислама чешће од других заузимали су највише положаје у држави. Поред тога, гледала је да смањи утицај султаније Сафије, тако што је удала њене четири кћери Хумашах, Ајше, Фатму и Михримах за присталице султана Ахмета.
Једна од главних конфронтација између Хандан-султаније и њеног сина догодила се скоро одмах након Ахмедовог ступања на престо, и тицала се положаја принца Мустафе, млађег и јединог сина Халиме-султаније. Смрт принца Махмуда оставила је снажан утисак на младог султана, па је делом и због тога Ахмед одбио да погуби свог млађег брата. Други разлог за одбијање да се погуби Мустафа било је одсуство синова од султана, што је претило да прекине династију ако Ахмед умре. Убрзо, након ступања њеног сина на престо, Хандан је почела да бира прелепе конкубине за Ахмеда заједно са Ахмедовим теткама у нади да ће, ако султан буде имао сина, променити мишљење и погубити свог брата. Међутим, Ханданине наде се нису обистиниле: новембра 1604. Ахмед је добио сина Османа, а марта 1605. сина Мехмеда. Историчари сугеришу да је Ахмед сматрао да његов брат не може да угрози његову владавину. Општим договором, Мустафа је премештен у Кафез  - мали павиљон  на територији султанове палате, у којој је принц био изолован од спољашњег света под сталним надзором страже.

## Болест и смрт
Хандан jе била болесна већ 1605. године. Када је средином године Фатма-султанија, кћи султаније Гевхерхан (која је подигла и поклонила Хандан Мехмету), слала писмо својој мајци Гевхерхан-султанији да Валиде Хандан-султанија ургира да се њеном супругу Мехмед-паши  поштеди живот, Хандан је по наговору Гевхерхан-султаније покушала да убеди султана, али безуспешно. Када је чула да је њен син одрубио главу Мехмед-паши, Ханданино стање се нагло погоршало.
Хандан-султанија је неочекивано умрла 12. новембра 1605. године у Топкапи палати у Истанбулу, када је била у касним тридесетим. Султанија Хандан је сахрањена у покрај Мехмеда III у џамији Аја Софија. Ахмедова туга је била толико велика да је седам дана после сахране своје мајке, упркос лошем времену, напустио престоницу и отишао у на неко време у Бурсу.